# Апшацев, Марат Робертович
Марат Робертович Апшацев (род. 27 мая 2001, Аушигер, Кабардино-Балкария) — российский футболист, полузащитник клуба «Рубин» Казань.

## Биография
До 2018 года занимался в СДЮСШОР по футболу Нальчика, СДЮШОР «Спартак» Нальчик, ЦПР ФК «Краснодар». В сезонах 2018/19 — 2019/20 провёл 40 матчей за «Спартак-Нальчик» в первенстве ПФЛ. В 2019 году был на сборах в составе молодёжной команды петербургского «Зенита». 29 мая 2021 года подписал двухлетний контракт с «Чайкой» Песчанокопское. После понижения клуба из ФНЛ в ПФЛ из-за организации договорных матчей Апшацев покинул команду и в сентябре перешёл в «Томь». «Чайка» пыталась оспорить это решение (и вспоследствии выиграла дело в Спортивном арбитражном суде Лозанны, обязав Апшацева выплатить компенсацию клубу в размере 10 миллионов рублей за расторжение контракта без уважительной причины). 13 ноября в матче с «Велесом» после удара ногой в голову получил перелом лицевых костей. В начале декабря подписал 4,5-летний контракт с казанским «Рубином». 28 февраля 2022 года дебютировал в РПЛ, выйдя на 84-й минуте в гостевом матче против «Зенита» (2:3).
В июне 2019 года в составе второй юношеской сборной России под руководством Александра Кержакова сыграл три матча, забил один гол на Мемориале Гранаткина.